# Mallada traviatus
Mallada traviatus is een insect uit de familie van de gaasvliegen (Chrysopidae), die tot de orde netvleugeligen (Neuroptera) behoort. 
Mallada traviatus is voor het eerst wetenschappelijk beschreven door Banks in 1940.